# Georges Clavel
Georges Clavel, né le 24 septembre 1922 à Marvejols et mort le 20 juin 1973 à Montpellier, est un chirurgien-dentiste et homme politique français.